# Нумериан Трирский
Нуме́риан (фр. Numérien; умер ок. 665 года) — епископ Трира (ок. 645 — ок. 665), святой (день памяти — 5 июля).

## Биография
Святой Нумериан, или Мемориан (Mémorien), был сыном знатного жителя Трира. Он удалился в монастырь Ремирмон под окормление святого Арнульфа. Затем он служил в Люксёйском аббатстве вместе со святым Вальбертом. Впоследствии он был поставлен епископом Трирским.